# Mount Twintop
Mount Twintop är ett berg i Antarktis. Det ligger i Östantarktis. Australien gör anspråk på området. Toppen på Mount Twintop är 1 491 meter över havet.
Terrängen runt Mount Twintop är huvudsakligen lite kuperad. Trakten är obefolkad. Det finns inga samhällen i närheten.